# خیابان چهارباغ
خیابان چهارباغ یکی از خیابان‌های تاریخی و اصلیِ اصفهان است و به سه بخشِ چهارباغ عباسی و چهارباغ بالا و چهارباغ پایین بخش می‌شود. چهارباغ عباسی بین دروازه دولت و سی و سه پل قرار دارد.
چهارباغ عباسی در دو جبهه غربی و شرقی، قسمتی از حافظه تاریخی صدسال اخیر شهروندان اصفهان را در خود دارد و این خیابان برای مردم بسیار خاطره‌ساز و جذاب می باشد.

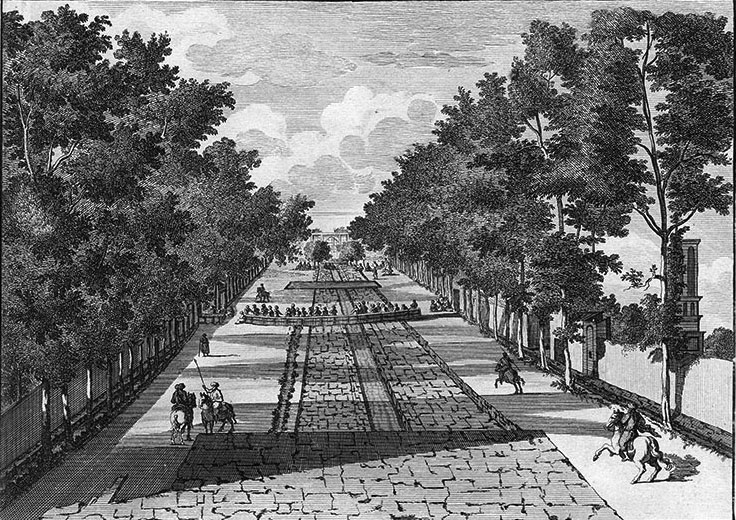
منظره چهارباغ در اواخر دوره صفویه (سفرنامه کرنلیوس لوبرون)

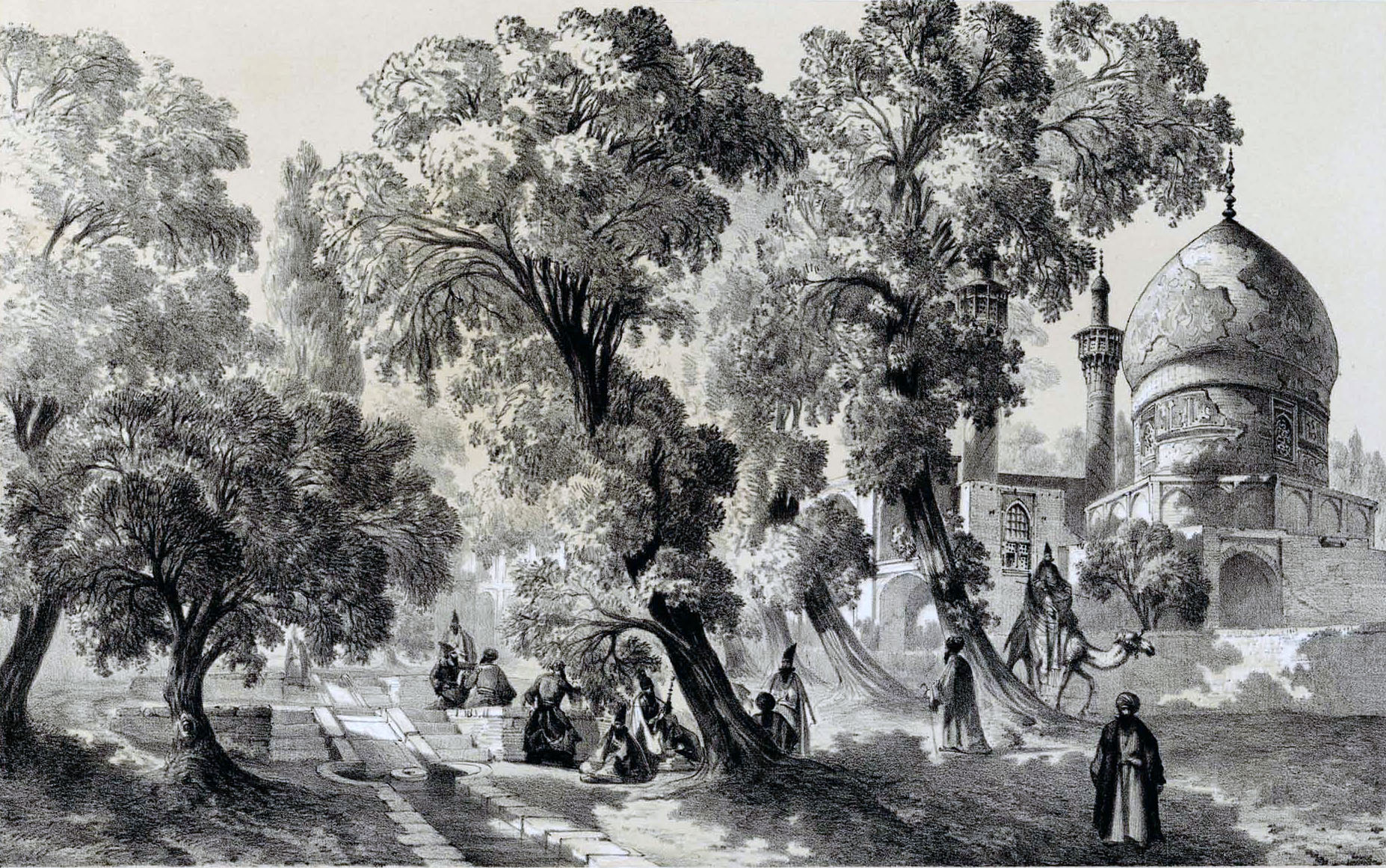
منظره چهارباغ و مدرسه چهارباغ در اوایل دوره قاجار اوژن فلاندن

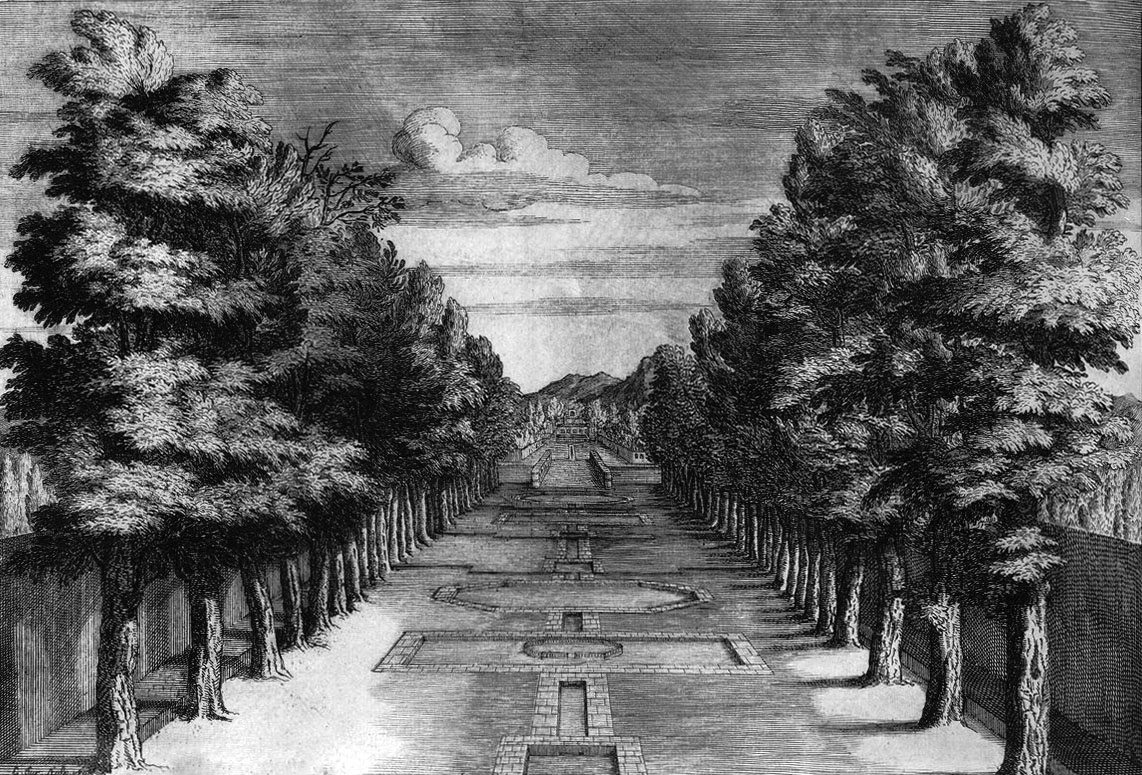
طرح سانسون از چهارباغ، چاپ شده در سفرنامه شاردن

دو قسمت چهارباغ عباسی و چهارباغ بالا در عصر شاه عباس یکم طراحی و اجرا شد و تاریخ تقریبی ساخت آن به سال ۱۰۰۰ هجری قمری (۱۵۹۱ میلادی) برمی‌گردد. چهارباغ پایین (چهارراه تختی تا دروازه دولت) در دوره رضاشاه پهلوی و با همان طرح به چهارباغ دوره صفوی افزوده گردید.
در گذشته یک جوی آب از میان این خیابان تا زاینده رود جاری بوده که درمحل تقاطع‌ها به حوض‌هایی می‌ریخته‌است. در خیابان مسیری خاص برای افراد سواره تعیین شده بوده و در اطراف آن باغ‌هایی بوده که میان امرا برای ساخت عمارت تقسیم شده بوده، اما عموم مردم نیز می‌توانستند از آنها استفاده کنند. پل الله وردی خان یا سی‌وسه‌پل، خیابان چهارباغ را به دو قسمت (خیابان چهارباغ بالا و چهارباغ عباسی) تقسیم می‌کرده و راه ارتباط چهار باغ بالا و چهارباغ عباسی بوده‌است.
«عملیات اجرایی اصلاح سیما و منظر ضلع غربی چهارباغ عباسی توسط سازمان نوسازی و بهسازی شهر اصفهان آغاز شده است.
یکی از آثار تاریخی که ظل السلطان حاکم قجری اصفهان قصد تخریب آن را داشت، درختان چهارباغ بوده‌است. روزی به حاج آقا نورالله نجفی اصفهانی خبر می‌رسد که عده‌ای به دستور ظل السلطان مشغول کندن درختان چهارباغ هستند، حاج آقا نورالله به طلاب مدارس دینی دستور می‌دهد که جلوی این کار را بگیرند، آنها هنگامی به چهارباغ می‌رسند که تعدادی از درختان قطعه قطعه شده بود. طلبه‌ها جلوی آنها را می‌گیرند و کتک مفصلی به عمال ظل السلطان می‌زنند و از قطع سایر درختان جلوگیری می‌کنند.
ادوارد براون ایران‌شناس بریتانیایی که در زمان ناصرالدین شاه قاجار از این خیابان دیدن کرده‌است، ماجرای قطع درختان را در سفرنامه خود با این تفاوت که تعداد درخت‌های قطع شده برای ساخت قصری در تهران، زیاد بوده ذکر کرده و البته از طلبه‌هایی که برای حفظ درخت‌ها، عمال ظل السلطان را کتک مفصلی زدند چیزی نگفته.
در شمال خیابان چهارباغ عباسی در محل میدان امام حسین (دروازه دولت)، کاخ جهان‌نما قرار داشته‌است که امروزه اثری از آن نیست. همچنین، در جنوب خیابان چهارباغ بالا در میدان آزادی (دروازه شیراز) سردر باغ هزارجریب قرار داشته‌است که آن نیز تخریب شده‌است.

## توصیف چهارباغ در متون تاریخی عصر صفوی
از میان متون تاریخی عصر صفوی که به توصیف چهارباغ پرداخته‌اند سه اثر بیش از سایر متون دارای اهمیت است؛ تاریخ عالم‌آرای عباسی نوشتهٔ اسکندر بیگ منشی، روزنامهٔ «ملا جلال» یا «تاریخ عباسی» نوشتهٔ ملا جلال منجم یزدی و نهایتاً «روضة الصفویه» نوشتهٔ جُنابَدی. جُنابَدی در مورد این خیابان چنین نوشته‌است:
... پس از آن [ساخت باغ عباس‌آباد] از عباس‌آباد خیابانی به عرضِ پنجاه ذرع تا دربِ دولت، که قریب به یک فرسخ مسافت است، طرح انداخته بر حَسَبِ امرِ جهان‌مطاعْ خوانین و امرایِ عظام و وزرا و… چه کسانی که در پایهٔ سریرِ اعلیٰ اقامت می‌نمودند و چه کسانی که در ممالکِ محروسه به اِقطاعاتِ خویش مشغول بودند، جمله از طرفینِ خیابانْ مقابلِ یکدیگر ابتدا از عباس‌آباد نموده چهارباغاتِ مرغوبْ فراخورِ استعداد و طِباعِ خویش احداث فرمودند. بر بابِ هر باغْ عمارتی مرفوع از آجر و گچ و سنگِ رُخام ترتیب داده سُقوف و جدارِ آن را به کاشیِ الوان پرداخته، بعضی به تصاویر و نقوشِ غرایب‌نگارْ مزین گردانیده و در پیشِ هر عمارت در ساحَتِ خیابانْ حیاضِ عظیم به اَشکالِ مختلفه پرداختند و در داخلِ باغ نیز غایتِ تَکَلُّف به قانونِ طراحی به عمل آورده، نهالِ انواعِ اثمارْ غَرس نمودند… در امتدادِ خیابانْ اَنهار و جداولْ جریان یافته بر اطرافِ آن اشجارِ صنوبر و چنارِ طوبیٰآثار با سپهرْ دمساز و هم‌آواز بود. بر خیابانِ طرفِ دولت بر هر بابِ چهارباغْ حوضی کوثرْمِثال اِتمام یافته، میخانه‌ها و قهوه‌خانه‌ها جهتِ معاشرانِ میخواره و اَفیونیانِ بی‌سرمایه در آن خیابانْ مهیا بود و جهتِ مردمانِ بی‌سروپا و قلندرانِ بی‌پروا جاها و زاویه‌ها ترتیب یافته— عرض نقل قول بر حسب پیکسل، ارتفاع نقل قول بر حسب پیکسل
(جنابدی، ۱۳۷۸، ۷۶۱)

## باغ‌های کنارهٔ خیابان در دورهٔ صفوی
نام‌های باغ‌های پیرامونی چهارباغ عباسی و چهارباغ بالا بر پایهٔ پلان اِنگِلبِرت کِمپْفِر این چنین اند.
| شرق خیابان    | غرب خیابان    |
| ------------- | ------------- |
| خَرگاه         | مُثَمَّن          |
| بلبل          | تخت           |
| تکیه          | تکیه          |
| طاووس         | شاهی          |
| زاینده‌رود     |               |
| —             | گنجعلی خان    |
| میرآخورباشی   | قورچی‌باشی (۱) |
| اعتماد‌الدوله  | زرشک          |
| وقایع‌نویس     | دیوان‌بیگی     |
| داروغه        | سُفره‌چی‌باشی    |
| ایشیک‌آقاسی    | قوللَرباشی     |
| —             | توشْمال‌باشی    |
| قورچی‌باشی (۲) | تفنگ‌چی‌باشی    |
| قورچی‌باشی (۲) | مُهردار        |
| مهماندار      | مشعل‌دار       |
| هزارجریب      |               |

## چهارباغ‌ در دوران معاصر
در سال ۱۳۰۷ خورشیدی این نقشه به ذهن مدیران شهر رسید که ابتدای خیابان چهارباغ عباسی را گسترده‌تر کنند و از آن حالت خفگی که بعد از خیابان دلگشای چهارباغ پیش می‌آید درآورند. ۷ سال بعد در سال ۱۳۱۴ پروژه احداث خیابان چهارباغ پایین کلنگ خورد.

## سایر چهارباغ‌ها در اصفهان
چهارباغ خواجو، خیابان چهارباغ تاریخی دیگر اصفهان است که به موازات چهارباغ عباسی و بین پل خواجو تا چهارراه نقاشی قرار دارد.
چهارباغ عباسی نیز در دوران معاصر ادامه یافته‌است، با توجه به این امتداد این خیابان از میدان شهدا در شمال شروع و پس از عبور از زاینده رود به میدان آزادی در دامنه کوه صفه در جنوب اصفهان ختم می‌شود.
دو بخش اضافه شده به چهارباغ عباسی عبارتند از:
- چهارباغ پایین در شمال: حد فاصل میدان شهدا تا میدان امام حسین (دروازه دولت)
- چهارباغ بالا در جنوب: حد فاصل سی‌وسه‌پل تا میدان آزادی (دروازه شیراز)

چهارباغ‌ها شامل دو باند سواره‌رو، دو باند ویژهٔ دوچرخه و سه باند پیاده‌رو می‌باشد که چهار ردیف درختان چنار و نارون آن‌ها را از هم جدا می‌کند.

## نگارخانه

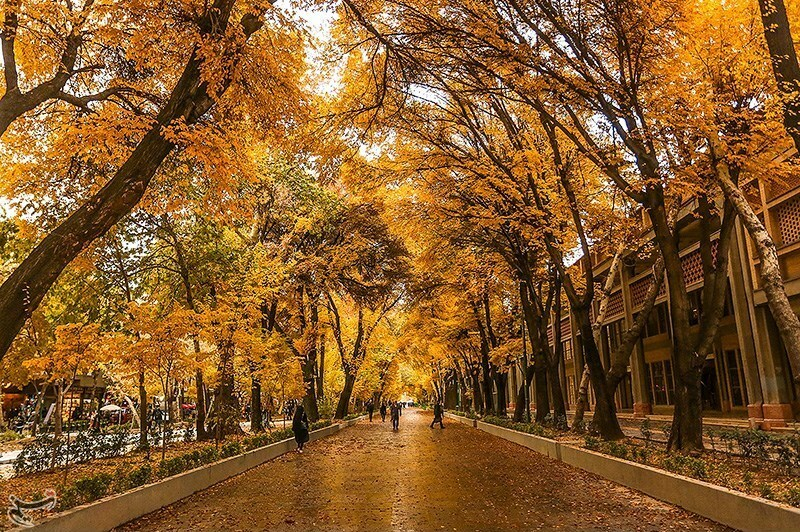
خیابان چهارباغ عباسی در پائیز